# Jeremy Podeswa
Jeremy Podeswa (ur. w 1962 w Toronto, Ontario) – kanadyjski reżyser, scenarzysta filmowy i telewizyjny.

## Życiorys
Jest synem polsko-żydowskiego malarza. Wychował się w religijnej rodzinie zamieszkałej w toronckiej dzielnicy North York. Ukończył prywatną żydowską szkołę średnią Tanenbaum Community Hebrew Academy of Toronto oraz Uniwersytet Ryersona. Pierwszy film, David Roche Talks to You About Love, zrealizował dzięki pożyczce studenckiej w 1984, rok przed ukończeniem studiów. Następnie kształcił się w American Film Institute. W 1985 wrócił do Toronto.
Jest zadeklarowanym gejem.

## Nagrody
- 2000: Międzynarodowy Festiwal Filmowy w Toronto – nagroda w kategorii Najlepszy pełnometrażowy film kanadyjski za The Five Senses

## Filmografia

### Filmy
- 2007: Ulotne fragmenty (Fugitive Pieces) (również scenariusz)
- 2002: Boys Briefs 2
- 2001: The Susan Smith Tapes
- 2001: Po żniwach (After the Harvest)
- 1999: The Five Senses (również produkcja i scenariusz)
- 1995: Eclipse (również produkcja i scenariusz)
- 1985: The Revelations of Becka Paulsen
- 1984: Nion
- 1983: David Roche Talks to You About Love

### Seriale TV
- 2015: Gra o tron (Game of Thrones) – odc. 45 i 46
- 2011: Rodzina Borgiów (The Borgias)
- 2011: Camelot
- 2010: Pacyfik (The Pacific)
- 2010: Zakazane imperium (Boardwalk Empire)
- 2010: Rubicon
- 2008: Czysta krew (True Blood)
- 2007−2010: Dynastia Tudorów (The Tudors)
- 2006: Dexter
- 2005−2006: Pani prezydent (Commander in Chief)
- 2005–2007: Rzym (Rome)
- 2005: Na zachód (Into the West)
- 2004: Magia Niagary (Wonderfalls)
- 2004: The L Word
- 2003: Bez skazy (Nip/Tuck)
- 2003–2005: Szczęśliwa karta (Wild Card)
- 2003–2005: Carnivale
- 2001–2004: The Chris Isaak Show
- 2001–2005: Sześć stóp pod ziemią (Six Feet Under)
- 2000−2005: Queer as Folk